# Alzoniella
Alzoniella is een geslacht van weekdieren uit de klasse van de Gastropoda (slakken).

## Soorten
- Alzoniella bergomensis Pezzoli, 2010
- Alzoniella finalina Giusti & Bodon, 1984
- Alzoniella iberopyrenaica Arconada, Rolán & Boeters, 2007
- Alzoniella marianae Arconada, Rolán & Boeters, 2007
- Alzoniella pellitica Arconada, Rolán & Boeters, 2007
- Alzoniella somiedoensis Rolán, Arconada & Boeters, 2009